# Bamanbore
Bamanbor o Bamanbore fou un petit estat tributari protegit de l'agència de Kathiawar, a la presidència de Bombai. Estava format per quatre pobles amb unb únic tributari. La capital era Bamanbor 22° 24′ N, 71° 06′ E / 22.400°N,71.100°E.
Els seus ingressos el 1876 eren 210 lliures i el tribut pagat al govern de 7 lliures.